# Belhar-Bekenntnis
Das Belhar-Bekenntnis ist eine reformierte Bekenntnisschrift, die 1982 zur Apartheid Stellung bezog. Namengebend war Belhar, ein östlicher Vorort von Kapstadt in Südafrika.

## Geschichte

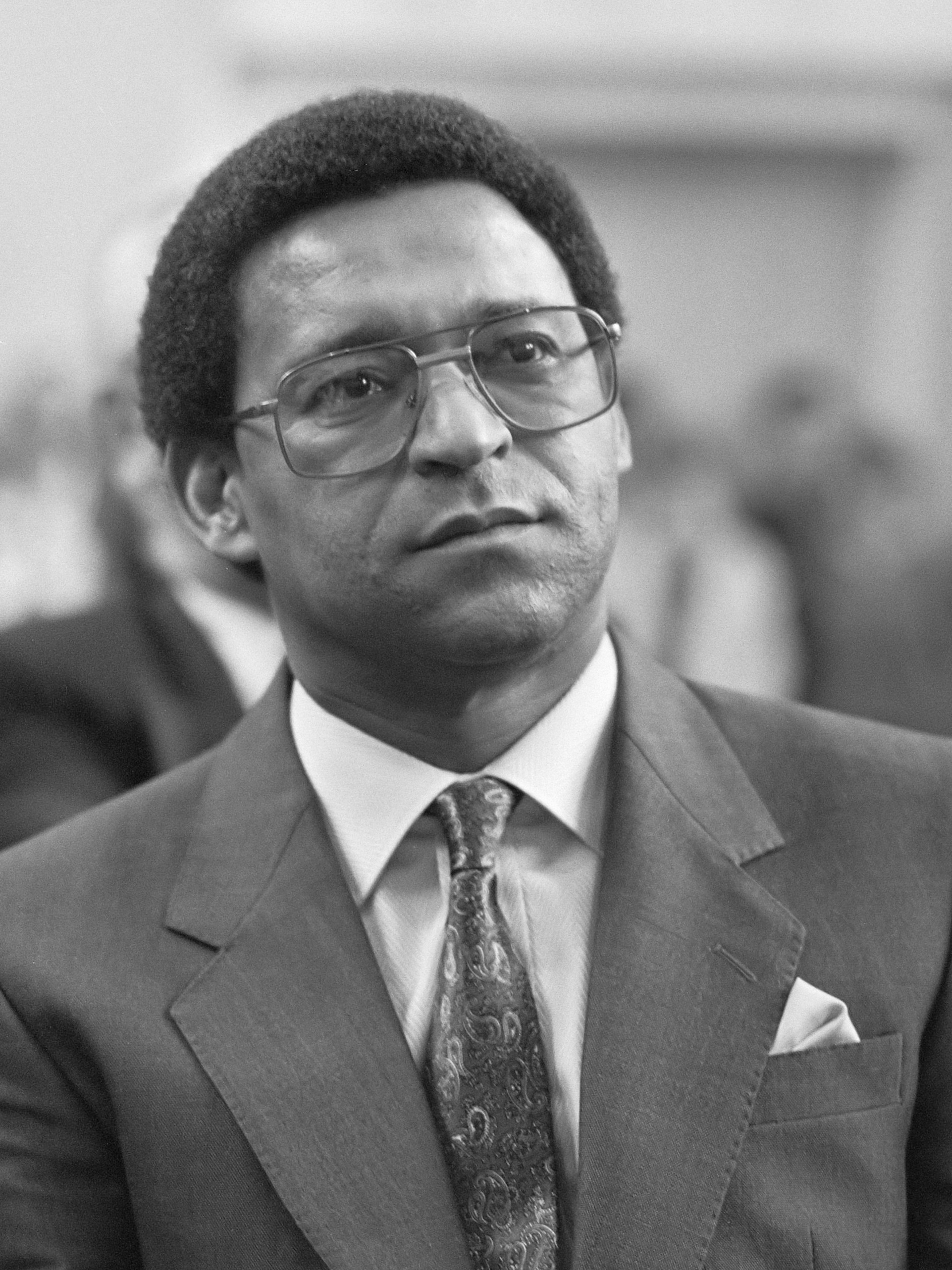
Allan Boesak (1986)

Im August 1982 hatte die Generalversammlung des Reformierten Weltbundes im kanadischen Ottawa den südafrikanischen Theologen Allan Boesak zum Präsidenten gewählt. Die Generalversammlung dieses konfessionellen Weltbundes erklärte die Frage der Apartheid zur Bekenntnisfrage und suspendierte die Mitgliedschaft der Nederduitse Gereformeerde Kerk so lange, bis diese sich eindeutig gegen die Apartheid aussprechen würde. Diese Kirche hatte eigentlich den Grundsatz, dass „Weiße“, „Farbige“ und „Schwarze“ biblisch begründet gemeinsame Gemeinden bilden sollten. Doch wegen der „Schwäche“ einiger Kirchenmitglieder wurde dieses gemeinsame Kirchenwesen in eine unbestimmte Zukunft verschoben und in der Gegenwart ein System „rassengetrennter“, aber bekenntnisgleicher Kirchen etabliert.
Im Oktober 1982 tagte die Generalsynode der Nederduitse Gereformeerde Sendingskerk (NGSK) in Belhar. (Die NGSK war im Rahmen des Apartheidsystems eine Kirche hauptsächlich für „Farbige“, d. h. Menschen mit gemischter Abstammung.) Eine Gruppe von Theologen um Allan Boesak, Dan Cloete und Dirkie Smit verstanden sich als Bekenntniskreis (Belydende kring), der sich der Barmer Bekenntnissynode von 1934 und der dort beschlossenen Barmer Theologischen Erklärung verpflichtet fühlte. Sie stellten der Synode in Belhar den Entwurf eines Bekenntnistextes vor, der sich in vergleichbarer Weise wie Barmen gegenüber dem NS-Staat nun gegenüber der Apartheidspolitik abgrenzte. Als Hauptverfasser des Textes gilt Smit. Nach vierjähriger Diskussion in den Gemeinden wurde der Text des Belhar-Bekenntnisses von der Generalsynode der NGSK 1986 offiziell angenommen. Als die Nederduitse Gereformeerde Sendingskerk mit der Nederduitse Gereformeerde Kerk in Afrika (NGKA) (einer Kirche hauptsächlich für „Schwarze“) 1994 zur Uniting Reformed Church in Southern Africa (URCSA) fusionierte, wurde das Belhar-Bekenntnis als gemeinsames Bekenntnis angenommen.

## Inhalt
Das Belhar-Bekenntnis hat fünf Artikel. In Artikel 2 bis 4 folgt jeweils auf das Bekenntnis des positiv Geglaubten eine Verwerfung der falschen Lehre:
1. Das Bekenntnis versteht Kirche (Ekklesiologie) in reformierter Tradition, mit Formulierungen, die an klassische Texte (Confessio Belgica, Heidelberger Katechismus) anklingen.
2. Kirchliche Einheit ist sowohl Geschenk als auch Verpflichtung; sie muss sichtbar werden.
3. Die durch Jesus Christus geschaffene Versöhnung wird durch die Rassentrennung in Frage gestellt, weil diese das christliche Zeugnis schwächt.
4. Gott ist in besonderer Weise ein Gott der Armen und Unterdrückten. Deshalb ist die Kirche aufgerufen, gegen Unrecht einzutreten.
5. Die Kirche gehorcht Jesus Christus, wenn sie auch gegen staatlichen Widerstand ihren Glauben bekennt.

## Rezeptionsgeschichte
In der „weißen“ Nederduitse Gereformeerde Kerk wurde das Belhar-Bekenntnis zunächst sehr negativ gewertet. Man sah darin den Ausdruck einer theologischen Engführung, wie er für die Befreiungstheologie typisch sei. Parallel mit der politischen Überwindung der Apartheid, wurde auch das Belhar-Bekenntnis positiver gesehen, und 2011 begann in der Nederduitse Gereformeerde Kerk ein Beratungsprozess, mit dem Ziel, das Belhar-Bekenntnis als eigene Bekenntnisschrift zu ratifizieren. Dies war bis 2015 noch nicht erfolgt, während andere Kirchen aus der weltweiten reformierten Kirchenfamilie den Text von Belhar zu ihren Bekenntnisschriften zählen.